# 82-es busz (Budapest)
A budapesti 82-es jelzésű autóbusz Kőbánya-Kispest és Pestszentimre, Benjamin utca között közlekedett. A vonalat a Budapesti Közlekedési Zrt. üzemeltette.

## Története
1957. július 1-jén a Nagyvárad tér és a pestlőrinci Béke tér között közlekedő 35A jelzésű járatot módosították, a Szarvas csárda térnél letérve a Halmi dűlőig (a mai Péterhalmi út megállóhely) közlekedett. Mivel betétjárati jellege ezzel megszűnt, ezért 1957. december 30-án az E jelzést kapta, útvonala változatlan maradt. 1960. november 21-én végleg kivált a 35-ös buszcsaládból, a Nagyvárad tértől a Vörös Hadsereg útjáig rövidítették (Szarvas csárda tér), így csak ráhordó szerepet kapva. Útvonalát mindössze hat perc alatt megtette. 1961. március 8-án kísérleti jelleggel bevezették a kalauz nélküli üzemet, a jegyek kiadása a sofőrök feladata lett, az utasok le- és felszállása is az első ajtónál volt lehetséges. 1966. június 1-jén a járat jelzését 82-esre módosították.
A Kettős-Körös utca és a Lőrinci út kiépülését követően 1979. szeptember 24-én meghosszabbították a Halmi dűlőtől a pestimrei Benjamin utcáig. 1988. január 1-jén a másik végállomása is módosult, a Szarvas csárda tértől Kőbánya-Kispesthez került át és nagy utasforgalom miatt még ez év októberében 82A jelzéssel új betétjáratot indítottak Kőbánya-Kispest és a Szarvas csárda tér között időszakos jelleggel. A 82A-t 1990. június 15-én meghosszabbították az akkor elkészült Alacskai úti lakótelepig, ezzel betétjárati szerepe és időszakos jellege megszűnt.
Halottak napja környékén 82B jelzésű temetői járat is közlekedett, 1994-ben Kőbánya-Kispest és a Szarvas csárda tér, 1995-ben pedig Kőbánya-Kispest és a Lőrinci temető (Ráday Gedeon utca) között.
2002. május 15-én a kispesti Derkovits Gyula utca tehermentesítése miatt a 82-es és 82A viszonylatok közlekedési rendje megváltozott. 182-es és 182A jelzéssel új gyorsjáratok indultak, melyek ezt a környéket a Gyömrői úton elkerülték, így a járatok fele a Gyömrői úton át közlekedett. Az első hónapokban a gyorsjáratok nemcsak a Gyömrői úti megállókat hagyták ki, hanem számos pestszentlőrinci kertvárosi megállót is, ahol így duplájára nőtt a várakozási idő. Ezért rövidesen a gyorsjáratokat megállították valamennyi megállóhelyen a Nefelejcs utcától kifelé.
2007. szeptember 3-án a 82-est 184-esre, a 182-est 284E-re, a 82A-t 182-esre, a 182A-t 282E-re változtatták és változatlan útvonalon közlekedtek tovább.

## Útvonala
| Pestszentimre, Benjamin utca felé | Kőbánya-Kispest felé |
| --- | --- |
| Kőbánya-Kispest vá. – Vak Bottyán utca – Derkovits Gyula utca – Nefelejcs utca – Ráday Gedeon utca – Haladás utca – Petőfi utca – Gilice tér – Péterhalmi út – Kettős-Körös utca – Lőrinci út – Halomi út – Kisfaludy utca – Pestszentimre, Benjamin utca vá. | Pestszentimre, Benjamin utca vá. – Kisfaludy utca – Lőrinci út – Kettős-Körös utca – Péterhalmi út – Gilice tér – Petőfi utca – Haladás utca – Bessenyei György utca – Ráday Gedeon utca – Nefelejcs utca – Derkovits Gyula utca – Vak Bottyán utca – Kőbánya-Kispest vá. |

## Megállóhelyei
| 0  | Kőbánya-Kispest végállomás (1988–2007)                                                | 25 | Nem érintette           | 48, 51, 68, 82A, 85, 85, 93, 98, 98, 136, 151, 182, 182A, 193, 200, Keresztúr Helyközi buszok Kőbánya-Kispest |
| 2  | Wesselényi utca (↓) Csokonai utca (↑)                                                 | 23 | Nem érintette           | 82A |
| 3  | Bocskai utca                                                                          | 22 | Nem érintette           | 82A |
| 4  | Csillag utca                                                                          | 21 | Nem érintette           | 82A |
| 5  | Hőerőmű                                                                               | 20 | Nem érintette           | 82A |
| 6  | Tinódi utca                                                                           | 19 | Nem érintette           | 82A |
| 7  | Lakatos út                                                                            | 18 | Nem érintette           | 19, 36, 82A                                                                                                   |
| 8  | Mikszáth Kálmán utca                                                                  | 17 | Nem érintette           | 82A |
| 9  | Csörötnek utca                                                                        | 16 | Nem érintette           | 82A |
| 10 | Thököly út                                                                            | 15 | Nem érintette           | 82A |
| 11 | Ráday Gedeon utca (↓) Nefelejcs utca (↑) (ma: Lőrinci temető)                         | 14 | Nem érintette           | 17, 80, 82A, 93, 182, 182A                                                                                    |
| 12 | Jókai Mór utca (↓) Gárdonyi Géza utca (↑) (ma: Regény utca)                           | 13 | Nem érintette           | 82A, 93, 183, 182, 182A                                                                                       |
| 13 | Szarvas csárda tér végállomás (1960–1988)                                             | 12 | 17, 35, 35A, 93, 135 50 | 17, 80, 82A, 93, 182, 182A, 183, 193 50                                                                       |
| 14 | Batthyány Lajos utca (↓) Wlassics Gyula utca (↑)                                      | 11 |                         | 82A, 182, 182A, 183                                                                                           |
| 14 | Dobozi utca                                                                           | 10 |                         | 82A, 182, 182A, 183                                                                                           |
| 15 | Varjú utca                                                                            | 10 |                         | 82A, 182, 182A, 183                                                                                           |
| 16 | Obszervatórium                                                                        | 9  |                         | 182 |
| 18 | Kettős-Körös utca (↓) Péterhalmi út (↑) (korábban: Halmi-dűlő) végállomás (1957–1979) | 4  |                         | 182 |
| 19 | Lőrinci út (↓) Kettős-Körös utca (↑)                                                  | 6  | Nem érintette           | 182 |
| 20 | Szálfa utca                                                                           | 5  | Nem érintette           | 182 |
| 21 | Törvény utca                                                                          | 5  | Nem érintette           | 182 |
| 22 | Vezér utca                                                                            | 4  | Nem érintette           | 182 |
| 23 | Nemes utca                                                                            | 3  | Nem érintette           | 35, 84, 135, 182, 254                                                                                         |
| 24 | Szigeti Kálmán utca                                                                   | 2  | Nem érintette           | 84, 182 |
| 25 | Kapocs utca                                                                           | 1  | Nem érintette           | 84, 182 |
| 26 | Pestszentimre, Benjamin utca végállomás (1979–2008)                                   | 0  | Nem érintette           | 182 |